# Beczássy Judit
Beczássy Judit (Szeged, 1888. szeptember 20. – Budapest, 1961. február 20.) magyar tanár, író. Balázs Sándor felesége.

## Élete
Tanítónői képesítést szerzett Szabadkán. Ezután Székelyudvarhelyen volt tanár. 1916-ban a fővárosba költözött.

## Költészete
Az első világháború utáni társadalom, különösen a polgárság hű ábrázolója; ugyanakkor megrendítő képet rajzolt a falu szegénységéről is. Első, sikeres regénye a Mari néni (1920). Nagy elismerést váltott ki Tóth Eszter élete és halála (1921), valamint a Medve (1922) című regénye. A második világháború után elbeszéléseket és ifjúsági műveket írt.

## Művei
- Mari néni (regény, 1920)
- Tóth Eszter élete és halála (regény, 1921)
- Medve (regény, 1922)
- Terebélyes nagyfa (regény, 1930)
- A menekültek (regény, 1933)
- Mindenért fizetni kell (regény, 1937)
- Rózsadomb (elbeszélőkötet, 1954)
- Marika (regény, 1955)
- A szőke meg a barna királyfi (1958)
- Egyszer vagyok fiatal (regény, 1958)
- Pincelakók (regény, 1958)
- Piri (regény, 1961)

## Külső hivatkozások
- (szerk.) Sőtér István: A magyar irodalom története I–VI., kiadja az MTA Irodalomtudományi Intézete megbízásából az Akadémiai Kiadó, Budapest, 1964–1966, elektronikus elérhetőség: MEK vonatkozó rész
- Magyar életrajzi lexikon I–IV. Főszerk. Kenyeres Ágnes. Budapest: Akadémiai.  1967–1994.